# Metastelma myrianthum
Metastelma myrianthum är en oleanderväxtart som beskrevs av Rudolf Schlechter. Metastelma myrianthum ingår i släktet Metastelma och familjen oleanderväxter. Inga underarter finns listade i Catalogue of Life.